# Modus vivendi
Modus vivendi (množina modi vivendi) je latinski izraz, ki pomeni 'način življenja'. Pogosto se uporablja za označevanje mirovnega sporazuma ali dogovora. V znanstveni literaturi se uporablja za opis življenjskega sloga.
Modus pomeni 'način'. Vivendi pomeni 'živeti' (dobesedno 'od življenja'). Besedna zveza se pogosto uporablja za opisovanje neformalnih in začasnih političnih dogovorov. Če dve strani dosežeta modus vivendi o spornih ozemljih, se  navkljub političnim, zgodovinskim ali kulturnim nezdružljivostim, vzpostavi kontingenca njunih razlik.
V diplomaciji je modus vivendi instrument vzpostavitve mednarodnega sporazuma začasne narave, ki naj bi ga kasneje nadomestil obsežnejši in temeljitejši sporazum, kot je mednarodna pogodba. Premirja in vojaške predaje so namenjeni doseganju modus vivendi.